# 编号
编号按顺序编号数或者编定的号数。它是利用有序或无序的数字、字母等符号将一个系列的工程或项目进行整理，並附加代码，以便于记录和使用。

编号，确切来说是编号体系或编号系统在现实生活中无处不在，涉及各个学科，涵盖各个行业。重点描述各种编号体系（也包含编码、型号等）。

## 概述
编号可以使用英文字母、罗马数字、阿拉伯数字、中文数字以及其他带有顺序的字符来作为编辑的序号。
它一般采用编组的形式，给可供识别的带有顺序的档案、记录、项目等等赋予序列。

## 编号体系

### 化学

#### 元素周期表
化学元素周期表就是利用编号将发现的元素整理成为系统工程的实例。
现代的周期表由门捷列夫创造，他的编号规则在现代的科学技术研究下得到充分的肯定，按照元素的质子数排列。
其中
- 编号1为氢，符号为H，是最轻的元素，也是最多的元素。
- 编号2为氦，符号为He，是一种惰性气体元素。
- 编号118为鿫，符号为Og，是118号元素，也是编号最大的元素。

#### 危险货物编号
联合国危险货物编号（UN number）是一组4位数字的编号，它们可以被用来识别有商业价值的危险物质和货物。

### 物理

#### 物理学定律
- 牛顿运动定律，有牛顿第一运动定律（重点描述惯性）、牛顿第二运动定律（重点描述加速度）和牛顿第三运动定律（重点描述反作用）。牛顿运动定律的编号可见于其著作《自然哲学的数学原理》。
- 开普勒定律，有开普勒第一定律（描述行星的运行轨道）、开普勒第二定律（描述行星的轨道的面积相等）以及开普勒第三定律（行星的绕太阳的周期）。其编号可见于1609年出版的《新天文学》科学杂志，以及1618年，开普勒又发现第三条定律。
- 热力学定律，有热力学第零定律（描述热平衡）、热力学第一定律（描述能量守恒定律的扩展）、热力学第二定律（描述熵永远增加）和热力学第三定律（描述绝对零度的熵）。

#### 天文学
天文学上的编号体系有以下多种。

##### 星座的编号
星座的编号是依据国际天文联合会所定义，现在一般划分为88个星座。
- 如中文名为仙女座的星座，英文简称为AND，拉丁文命名为Andromeda，其象限为NQ1，所属的族为英仙。

##### 星座恒星的编号
星座的恒星编号规则有：拜耳编号、弗兰斯蒂德编号、亨利·德雷伯编号及依巴谷编号等。
- 拜耳命名法，又稱「拜耳编号」，是指以一个希腊字母做前导，后面伴随着拉丁文的星座縮寫名称。如金牛座毕宿五命名为α Tau。
- 弗兰斯蒂德编号是以数字取代希腊字母，并以数字和星座拉丁文名字的所有格為恆星命名。如飞马座室宿增一为51 Pegasi。
- 亨利·德雷伯编号是哈佛大学天文台以恒星光谱为其分类。主要也采用数字命名。如仙女座的壁宿二为HD 358。
- 依巴谷编号则是欧洲太空总署的依巴谷卫星的主要成果，并经过多个科学机构的合作，共同制定出依巴谷星表。主要采用数字编号。如仙女座奎宿九为HIP 5447。

##### 深空天體的命名
雖然深空天體（星雲、星團、星系）也隨著天球一起轉動，但是深空天體普遍不依所在的星座命名。它們一般在數字編號前加上M、NGC、IC等字母，分别代表梅西爾星表、星雲星團新總表、索引星表。對於著名的深空天體有時會有一般通用的名稱，例如位於獵戶座的M42往往叫做獵戶星雲；位于中國星宿昴宿的M45稱為七姐妹星團等。

### 交通
关于交通的编号体系大多依赖于各国政府的官方文件。

#### 公路体系

##### 中华人民共和国公路
中华人民共和国国道以及高速公路的编号规则主要采用英文字母“G”加上阿拉伯数字。
- 旧的编号都是三位数字，分为四类，一类是放射状的，这些公路排序都是“1”字开头；第二类是南北向的，以“2”字开头；第三类是东西向的，以“3”字开头，第四类是“五纵七横”主干线，以“0”字开头。
- 国道中仅“1”字开头的国道，以北京为中心向四周辐射的。
- 2008年起，对“0”字开头的『五纵七横』主干线线路采用两位数字的新编号，并把以北京为起点的主干线线路采用一位数字的新编号，统一编号为中国国家高速公路网。

而编号结构为“GXX”的主要为高速公路，“GXXX”的主要是国道公路。
如“G101”就是101国道，从北京到沈阳，全长约900公里；“G212”是212国道，从兰州到重庆，全长约1300公里。而“G70”则是福银高速，从福州到银川，全长约2500公里。

### 航空
航空的编号体系包括航空器注册编号、航班编号、机场编号和飞机型号等。

#### 航空器注册编号
航空器注册编号，指的是民用航空器在使用前向一国的民航管理机构注册所获发的编号。1944年的《芝加哥民航条约》规定了各国的航空器要有注册编号才可使用。而由于航空器常会跨国飞行，为了便于分辨，每个国家都有其首码。
- 如中华人民共和国的首码为B，编号规则为1234或123a或1234a。
  - 香港的首码分别有B-L、B-K和B-H，其编号规则为ab。
- 中華民國的首碼為B，编号规则为12345
- 英国的首码为G，规则是abcd。
- 美国的首码N，规则是1、12、123、1234、12345、1a、12a、123a、1234a等。
- 法国的是F，规则是abcd。
- 俄罗斯的是RA，其规则是12345或1234K。
- 联合国的为4U，规则为abc。